# Abd al-Rahman ben Hixam
Abd al-Rahman ben Hixam (àrab: عبد الرحمان, ʿAbd ar-Raḥmān) (1779- Marràqueix, 28 d'agost de 1859) fou soldà del Marroc del 1822 al 1859. Fou proclamat a Fes el 30 de novembre de 1822 succeint al seu oncle Mawlay Sulayman, que l'havia designat hereu.
Va haver de fer front a la revolta de nombroses tribus: els Zemmur (en 1824/1825, 1843, 1852 i 1857/1858), els Banu Zarwal (en 1825), els Shiyadma (en 1827), els Shararda (en 1828), els Udaya (en 1831/1832), els Banu Amir (en 1849), el Za'ir (en 1849) i els Banu Musa (en 1853).
Va signar acords comercials amb nombrosos estats occidentals: Portugal (en 1823), la Gran Bretanya (en 1824 i 1827), França (en 1825 i 1844), Sardenya (en 1825), Espanya (en 1825), Àustria (en 1830), Nàpols (en 1834), els Estats Units (en 1836), Suècia (en 1844) i Dinamarca (en 1844).
El 1828 els britànics van bloquejar Tànger i el 1829 els austríacs van bombardejar Larraix, Arzila i Tetuan en represàlia pel fet que els marroquins havien capturat naus de comerç.
El 1830 va nomenar khalifes (delegats) a Tlemcen, Miliana i Medea, sobre els que va tenir autoritat fins al 1832, quan els franceses el van obligar a retirar-los. De 1832 a 1834 va ajudar Abd el-Kader, cap de la resistència a Algèria. Quan més tard Abd el-Kader es va refugiar al Marroc, els francesos van bombardejar Tànger (6 d'agost de 1844), van derrotar els marroquins en la batalla d'Isly (14 d'agost de 1844) i van bombardejar Mogador (15 d'agost de 1844), obligant el soldà a declarar Abd el-Kader fora de la llei pel tractat de Tànger del 26 d'octubre de 1844. El 1847 va acceptar expulsar-lo dels seus dominis i Abd el-Kader es va haver d'entregar a França.
El 1843 l'agent consular espanyol al Marroc, Darmon, fou assassinat. El 1851 fou saquejat el correu francès Courraud Rose, la qual cosa va provocar la represàlia francesa amb el bombardeig de Salé. Uns anys més tard, en 1855, fou assassinat l'agent francès Paul Rey. Totes aquestes accions van suposar que hagués d'acabar acceptant imposicions de les potències estrangeres.